# 6818-as mellékút (Magyarország)
A 6818-as számú mellékút egy közel hat kilométer hosszú, négy számjegyű országos közút Somogy vármegyében. Marcali városát köti össze a nyugati szomszédságában fekvő Somogysámson községgel, feltárva közben a városhoz csatolt, egykor önálló Horvátkút települést is.

## Nyomvonala
A 6805-ös útból ágazik ki, annak 4,250-es kilométerszelvénye táján, Marcali közigazgatási területén, a központjától több kilométerre nyugatra. Nyugat felé indul, majd 1,1 kilométer után északnyugatnak fordul. 1,9 kilométer után éri el a Marcalihoz tartozó Horvátkút községet, annak délnyugati részén halad el, Deák Ferenc utca néven. 2,3 kilométer után elhagyja a települést, 2,5 után pedig eléri Somogysámson keleti határszélét. Nagyjából 1 kilométeren keresztül még a határvonalon húzódik, de 3,5 kilométer után teljesen ez utóbbi község területére lép. 5,7 kilométer után éri el a település belterületét, és nem sokkal azt követően véget is ér, beletorkollva a 6803-as útba, annak 18,950-es kilométerszelvényénél. Végpontjától alig 200 méterre délre indul ez utóbbi útból Sávoly és a 7-es főút irányába a 6811-es út.
Teljes hossza, az országos közutak térképes nyilvántartását szolgáló kira.gov.hu adatbázisa szerint 5,904 kilométer.

## Települések az út mentén
- Marcali
- Horvátkút
- Somogysámson

## Története
A Cartographia kiadó 1970-ben kiadott Magyarország autótérképe, 1989-ben megjelent Magyarország autóatlasza és 2004-es kiadású Világatlasza sem tünteti fel az út Horvátkút és Somogysámson közti szakaszát, Horvátkutat mindhárom térkép zsákfalunak mutatja.